# 李越
李越（？—338年），中国五胡十六国时代成汉皇帝李雄的儿子。他是车骑将军，334年，他父亲李雄死后，太子李班是李雄的侄子，继承皇位。李越与兄弟安东将军李期不服。李越乘李班夜间哭吊，将他杀死在殡宫，拥立李期为皇帝，李期封李越为相国、建宁王。338年，汉王李寿发动政变，在儿子李势的帮助下，攻入成都，杀死了建宁王李越。李寿废黜李期为邛都县公，自立为皇帝。